# 劉協慶
劉協慶（1965年—），中華民國陸軍中將，軍中綽號「最強副手」，特戰部隊出身，陸軍官校正57期（1988年班；民國77年班）畢業，現任全動署後備指揮官。曾任陸軍澎湖防衛指揮部指揮官、六軍團中將副指揮官、航特部少將副指揮官、八軍團少將副指揮官、十軍團少將副指揮官、澎防部少將副指揮官、特戰指揮部少將指揮官等職。2015年7月1日晉任少將、2020年1月1日晉任中將。

## 備註
1. ↑  同期畢業之將領有前八軍團指揮官呂坤修（現陸軍司令）、前六軍團指揮官葉國輝（現教準部指揮官）、前人事次長聯一次長李定中（現全動署署長）、前陸軍教準部副指揮官景耀宗（裝甲科）（已退役）（做過戰訓處長）、資通電軍指揮官簡華慶、已轉文職簡任職等沈威志（後備部的處長）（裝甲科）等